# Visita ou Memórias e Confissões
Visita ou Memórias e Confissões é um documentário e filme autobiográfico português de média-metragem de Manoel de Oliveira.
Em 1982, Manoel de Oliveira rodou Visita ou memórias e confissões, para ser exibido publicamente só após a sua morte.
O filme conta com texto de Agustina Bessa-Luís, vozes de Diogo Dória e Teresa Madruga. Foi filmado na casa de Manoel de Oliveira na Rua Vilarinha, Porto.
Manoel de Oliveira quis que a exibição do filme fosse póstuma, não porque quisesse ocultar qualquer facto, mas porque tem a ver com a vida dele. É uma memória pessoal.[carece de fontes?] O filme foi apresentado em abril de 2015, no Teatro Rivoli (Porto) e na Cinemateca (Lisboa).